# La Cassanha (Alts Pirineus)
La Cassanha (en francès Lacassagne) és un municipi francès situat al departament dels Alts Pirineus i a la regió d'Occitània.

## Demografia
| 1962                                       | 1968 | 1975 | 1982 | 1990 | 1999 | 2007 |
| ------------------------------------------ | ---- | ---- | ---- | ---- | ---- | ---- |
| 175                                        | 184  | 202  | 214  | 198  | 175  | 200  |
| Des de 1962: població sense dobles comptes |      |      |      |      |      |      |

## Administració
| Període   | Identitat     | Partit |
| --------- | ------------- | ------ |
| 1995-2001 | Nicole Journé |        |
| 2001-     | Jean Journé   |        |